# 紫花百合
紫花百合（学名：Lilium souliei），为百合科百合属下的一个植物种。产四川和云南。生山坡草地或灌木林缘，海拔1200-4000米。